# La diadema de berilos
La diadema de berilos (título original: The Adventure of the Beryl Coronet) es uno de los 56 relatos cortos sobre Sherlock Holmes escrito por Arthur Conan Doyle. Fue publicado originalmente en The Strand Magazine y posteriormente recogido en la colección Las aventuras de Sherlock Holmes.

## Argumentos
La trama se basa en el robo de una fabulosa diadema de 39  berilos montados en oro, perteneciente a la casa real. La joya une a su incalculable valor material el hecho de ser una de las joyas más famosas del tesoro real y uno de los bienes más preciados del Imperio. La historia comienza cuando un distinguido caballero llega, sin avisar, al apartamento 221-B de Baker Street. Con aspecto alterado, se presenta como Alexander Holder, el socio principal de Holder & Stevenson, una de las instituciones bancarias más sólidas y de mayor prestigio en el Londres de la época. Su relato nos traslada a su banco, donde un miembro de la familia real -sin decirlo, da a entender que puede tratarse del príncipe de Gales- solicita a Holder un préstamo de cincuenta mil libras durante unos días, y en prueba de garantía ofrece la famosa diadema de berilos.
–Una de las joyas más preciadas del Imperio- exclama el cajero. La transacción se efectúa, y el banquero, para mayor seguridad, se lleva la joya a su casa donde, tras un incidente, desaparece una parte de la diadema, que contiene tres de las irremplazables piedras preciosas. Todo apunta al irresponsable y derrochador hijo del banquero, que es encarcelado. Pero los berilos no aparecen y el banquero, desesperado, acude a casa de Sherlock Holmes. Tras una exhaustiva investigación, Sherlock Holmes une las piezas del rompecabezas, encuentra a los verdaderos culpables (su sobrina y su novio) y recupera los famosos berilos. La gran duda del relato es si para evitar el escándalo, teniendo en cuenta la importancia de las bailarinas implicadas, quedan libres de castigo los autores del delito.
–"Una persona que ha ahorrado a Inglaterra  un gran escándalo público"- dice de Holmes el banquero al final del relato.